# NGC 4416
NGC 4416 (другие обозначения — UGC 7541, IRAS 12242+0811, MCG +1-32-63, CGCG 42-105, Mrk 1326, VCC 938, PGC 40743) — спиральная галактика с перемычкой (SBc) в созвездии Девы.
Оценки позиционного угла диска галактики, сделанные фотометрически и кинематически, хорошо согласуются друг с другом, и отличаются лишь на 10°. Кривая вращения имеет правильную, симметричную форму. Весь диск усыпан областями H II.
Этот объект входит в число перечисленных в оригинальной редакции «Нового общего каталога».